# Panagulis vive
Panagulis vive è una miniserie televisiva italiana in quattro puntate, diretta da Giuseppe Ferrara, trasmessa nel 1982 dalla Rete 2 della Rai, basata sulla vita del politico, rivoluzionario e poeta greco Alexandros Panagulis.

## Trama
Nello sceneggiato, protagonista Alexandros Panagulis, viene narrato quel periodo della storia greca che va dal fallito attentato al dittatore Geōrgios Papadopoulos (13 agosto 1968) ai funerali di Panagulis (5 maggio 1976).

## Curiosità
- Dalla miniserie è stata ricavata una versione ridotta a 116 minuti, presentata alla 37ª Mostra internazionale d'arte cinematografica di Venezia (1980, sezione Controcampo italiano) e uscita nelle sale nel 1981 (nulla osta 76607 del 30 aprile 1981)[1].
- Il brano che chiude ogni puntata, Canzone di Alekos (Kibel-Nicolau), composto dal maestro Dimitri Nicolau, è interpretato nella versione italiana da Lina Sastri ed in quella greca da Maria Cannellou.
- Come consulenti storici vennero chiamati, accreditati nei titoli di testa, Athinà e Stathis Panagulis (madre e fratello di Alexandros).
- Gli esterni furono girati ad Atene, per le strade di Roma e a Fonte Nuova.
- Oriana Fallaci (compagna di Alexandros) accusò Giuseppe Ferrara di errata ricostruzione dei fatti e, successivamente, di plagio. Ne seguì una lunga vicenda giudiziaria che si concluse nel 1997[2].
- In Grecia fu distribuito col titolo O Panagoulis zei.

## Sceneggiatura
- Pier Giovanni Anchisi, Giuseppe Ferrara, Vita, passione e morte di Alessandro Panagulis, Rai, 1978.
- Giuseppe Ferrara, Panagulis ZEI, Eri TV Cinema, 1980.

## Discografia
- Dimitri Nicolau, Panagulis "Zei" (Ponzo Records, PZN 240003, LP, 1980).